# 刘斌 (武举人)
刘斌（？—？），字玉憲，直隶宝坻人，康熙十七年戊午科顺天武乡试武举人。

## 生平
少年时任侠乡里，善骑射，能开数石弓。康熙十七年戊午科顺天武乡试武举人。喜欢济困扶危，惩暴除恶，耄耋之年时，仍意气不改。
因孙子刘本涵有功，刘斌被貤赠武德将军、浙江绍兴卫守备，例赠怀远将军、四川提标右营游击。

## 家族[2]
妻：曹氏，赠宜人，例赠淑人
子：刘藻
孙：刘本涵，官至四川游击